# London (Arkansas)
London város az USA Arkansas államában. Lakosainak száma 936 fő (2020. április 1.).

## Népesség
A település népességének változása:
| Lakosok száma | 925  | 1039 | 936  |
|               | 2000 | 2010 | 2020 |